# Tulasnella vernicosa
Tulasnella vernicosa é uma espécie de fungo pertencente à família Tulasnellaceae.